# Ormøya
Ormøya ist eine bewohnte Insel im Oslofjord, etwa fünf Kilometer südlich des Zentrums von Oslo. Sie ist im Norden über die Ormsund bru (Brücke über den Ormsund) von der Autostraße Mosseveien aus erreichbar. Vom Südende kann man über eine Brücke die Insel Malmøya erreichen.
Ormøya besitzt zwei öffentliche Gebäude, die von dem deutsch-norwegischen Architekten Bernhard Steckmest entworfene und denkmalgeschützte Kirche und das Dorfgemeinschaftshaus aus dem Jahre 1862 mit dem Namen Villa Lilleborg.
Früher wurde Ormøya meist als Freizeitinsel für reiche Bürger der Hauptstadt genutzt, ab 1900 war es auch üblich, fest auf Ormøya zu leben.

## Namensherkunft
Der Name Ormøya bedeutet Wurminsel oder Schlangeninsel. Da die Meeresenge zwischen dem Festland und der Insel wie ein Wurm aussieht, nannte man den Sund Ormsund (Wurmsund) und die Insel Ormøya.

## Persönlichkeiten
- Harriet Backer (1845–1932), Kunstmalerin
- Agathe Backer Grøndahl (1847–1907), Pianistin und Komponistin